# Kuta Tengah (Siempat Nempu Hulu)
Kuta Tengah is een bestuurslaag in het regentschap Dairi van de provincie Noord-Sumatra, Indonesië. Kuta Tengah telt 1887 inwoners (volkstelling 2010).